# Banca Popolare di Intra
Banca Popolare di Intra S.p.A. è stato un istituto di credito italiano. Era stata costituita nel 1873 da Carlo Sutermeister. È stata inglobata in Veneto Banca nel Novembre 2010.

## Consiglio d'Amministrazione (prima dell'acquisizione di Veneto Banca)
- Presidente: Luigi Fumagalli
- Vice Presidente: Vincenzo Consoli
- Vice Presidente: Giuliano Marini (deceduto 23/04/2008)
- Consigliere: Franco Antiga
- Consigliere: Anna Belfiore
- Consigliere: Francesco Biasia
- Consigliere: Fausto Bocciolone
- Consigliere: Roberto D'Imperio
- Consigliere: Walter Filippin
- Consigliere: Alessandro Gallina
- Consigliere: Davide Ferruccio Parodi
- Consigliere: Gian Quinto Perissinotto
- Consigliere: Cesare Ponti
- Consigliere: Flavio Trinca
- Consigliere: Carlo Alfredo Zucchetti

Dati aggiornati al 22 ottobre 2007 secondo le comunicazioni pervenute alla Consob.

## Azionariato
- Veneto Banca S.C.p.A. - 100.00%

Dati aggiornati al 22 ottobre 2007 secondo le comunicazioni pervenute alla Consob.

## Partecipazioni
- Banca Popolare di Monza e Brianza S.p.A. - Monza - 83.48%
- Intra Private Bank S.p.A. - Verbania - 83.89%
- Intrafid S.r.l. - Verbania - 90%

## Dati societari
- Ragione sociale: Banca Popolare di Intra S.p.A.
- Sede: Piazza Aldo Moro, 8 - 28921 Verbania
- Partita Iva e Codice Fiscale: 00118720036
- Dipendenti (2006): 992

## Logo

Ultimo logo utilizzato prima del passaggio a Veneto Banca
Ultimo logo utilizzato prima della totale confluenza in Veneto Banca